# Chiến dịch Focus
Chiến dịch Focus (tiếng Hebrew: מבצע מוקד, Mivtza Moked) là một cuộc không kích mở màng của Israel khơi mào cho Chiến tranh Sáu ngày vào năm 1967. Đôi khi chiến dịch này được truyền thông đề cập với cái tên "Không kích Sinai". Vào lúc 07:45 sáng ngày 5 tháng 6, 1967, Không lực Israel (IAF) dưới quyền Chuẩn Tướng Mordechai Hod xuất kích một cuộc không kích quy mô lớn phá hủy phần lớn Không lực Ai Cập trên mặt đất. Đến trưa, Ai Cập, Jordan và Không lực Syria, với tổng cộng 450 máy bay đã bị phá hủy. Chiến dịch cũng đã vô hiệu hóa thành công 18 sân bay ở Ai Cập, làm cản trở các hoạt động của Không lực Ai Cập trong suốt cuộc chiến diễn ra sau này. Cho tới hiện tại, đây vẫn là một trong những chiến dịch hiệu quả nhất trong lịch sử quân sự.

## Tóm tắt chiến dịch
Trong ba đợt không kích chính, vài đợt xuất kích nhỏ hơn trong những ngày sau chiến dịch, đã có tổng cộng 452 máy bay bị phá hủy, phần lớn số đó vẫn nằm trên mặt đất chưa kịp xuất kích. Điều này đã giúp IAF gần như kiểm soát hoàn toàn bầu trời, và có thể hỗ trợ hiệu quả tối đa cho các đơn vị mặt đất của Lực lượng Quốc phòng Israel (IDF).
Sự thành công của chiến dịch đạt được là nhờ sự tập trung vào việc phá hủy đường băng bằng một loại vũ khí mới, rocket gắn đầu đạn phá hủy đường băng. Chương trình vũ khí phá đường băng máy bay hợp tác giữa Pháp/Israel đã tạo ra loại rocket gắn đầu đạn nhắm trực tiếp vào đường băng; khi tới một độ cao nhất định, một rocket đẩy thứ hai sẽ khai hỏa và đưa đầu đạn đi xuyên qua lớp phủ đường băng trước khi phát nổ. Cuộc nổ sẽ tạo ra một hố bom nhỏ nhìn thấy được trên bề mặt, trong khi bên dưới là một hố sụt lớn, điều đó khiến cho đoạn đường băng bị tấn công phải được loại bỏ hoàn toàn trước khi người ta lấp hố sụt này. Việc này phức tạp hơn sửa chữa một hố bom thông thường khi chỉ việc lấp và trải nhựa lại đường băng. Một khi đường băng bị vô hiệu hóa, toàn bộ sân bay với các máy bay ở đó buộc phải nằm lại và trở thành mục tiêu dễ dàng cho các đợt tấn công tiếp theo, nhờ đó mà Israel gần như làm chủ hoàn toàn bầu trời trong chiến tranh.

### 5 tháng 6, 1967

Máy bay Ai Cập bị phá hủy trên mặt đất

Chiến dịch Moked được tiến hành vào lúc 7:45  sáng giờ Israel (8:45 giờ Ai Cập). Gần như tổng cộng 196 máy bay chiến đấu của Israel (phần lớn là từ hãng Dassault Aviation của Pháp) đều tham gia vào chiến dịch, chỉ có mười hai máy bay được giữ lại để tuần tra không phận Israel.
Tại thời điểm đó, hạ tầng phòng thủ của Ai Cập rất nghèo nàn, và thậm chí không có sân bay nào có nhà chứa máy bay gia cố có thể bảo vệ các máy bay Ai Cập trước một cuộc tấn công. Máy bay chiến đấu Israel tiến ra biển Địa Trung Hải trước khi vòng về phía Ai Cập. Trong khi đó, người Ai Cập đã tắt hệ thống phòng không của họ: vì lý do các lực lượng nổi dậy sẽ dùng hệ thống này bắn rơi máy bay chở Thống chế Amer và Lt-Gen. Sidqi Mahmoud, vốn đang trên đường đi từ al Maza đến Bir Tamada tại Sinai để gặp các chỉ huy đóng quân tại đây. Việc này cũng không mang nhiều ý nghĩa khi mà các phi công Israel bay ở độ cao thấp hơn khả năng phát hiện của radar Ai Cấp và thấp hơn tầm bắn của tên lửa đất đối không SA-2 của Ai Cập.
Trong đợt xuất kích đầu tiên Israel đã tấn công 11 căn cứ, tiếp cận các mục tiêu Không lực Ai Cập trên mặt đất và phá hủy chúng trước khi các máy bay đối phương cất cánh. Các máy bay phản lực Israel sau đó quay trở về, và được "xoay vòng" nhanh chóng (nạp nhiên liệu và vũ khí) chỉ trong vòng 7 phút 30 giây, và cất cánh tiến hành đợt tấn công thứ hai nhằm vào 14 căn cứ Ai Cập và trở về chỉ với vài thiệt hại nhỏ. Họ lại "xoay vòng" một lần nữa và xuất kích lần thứ ba.
Giai đoạn mở màng chiến dịch Moked có kết quả thành công mỹ mãn: không lực Ai Cập với gần 500 máy bay chiến đấu bị phá hủy trong thời gian ba giờ, chỉ với vài thiệt hại nhỏ. Khi Syria, Jordan, và Iraq tấn công các mục tiêu Israel nhằm trả đũa cho cuộc không kích ở Ai Cập, các cuộc tấn công của họ chủ yếu nhắm vào các mục tiêu dân sự và phần lớn không có hiệu quả. Đáp lại, các máy bay của IAF dự tính tấn công Ai Cập lần thứ ba đã chuyển hướng sang Syria và Jordan, và máy bay của IAF được cử đi hỗ trợ các lực lượng mặt đất Isreal chống lại liên quân Ả Rập. Vào cuối ngày không kích đầu tiên của Chiến tranh Sáu ngày, Israel đã chiếm thế thượng phong trên không trước Ai Cập, Cao nguyên Golan, Bờ Tây, và toàn bộ Bán đảo Sinai.

### 6–10 tháng 6, 1967
Vào ngày thứ hai của cuộc chiến (6 tháng 6) IAF đã tấn công lực lượng mặt đất Ai Cập, Jordan, Syria, và Iraq.
Vào ngày thứ ba (7 tháng 6) IAF đã phá hủy hàng trăm phương tiện của Ai Cập đang cố gắng tháo chạy khỏi bán đảo Sinai theo từng đoàn và hàng ngàn xe khác mắc kẹt ở các con đường hẹp vào Sinai. Vào cuối ngày thứ ba không lực Jordan với 34 máy bay chiến đấu đã chấm dứt tồn tại và quân đội Jordan không còn tham chiến.
Đến ngày thứ sáu (10 tháng 6) Syria đã mất gần 100 máy bay chiến đấu và không thể tiếp tục tham chiến.

### Kết quả
Trong Chiến tranh sáu ngày, Không lực Israel, với 196 máy bay chiến đấu có sẵn đã phá đập tan liên quân với gần 600 máy bay chiến đấu. IAF đã phá hủy 452 máy bay đối phương, bao gồm 79 máy bay khi không chiến, trong khi chỉ để mất 46 máy bay. 24 phi công Israel và hàng trăm phi công Ả Rập đã chết.

### Số lượng máy bay bị tiêu diệt theo chủng loại
- Máy bay chiến đấu
  - 148 Mikoyan-Gurevich MiG-21 'Fishbeds' (104 từ Ai Cập; 32 từ Syria; 12 từ Iraq)
  - 29 Mikoyan-Gurevich MiG-19 'Farmers' (tất cả từ Ai Cập)
  - 112 Mikoyan-Gurevich MiG-17 'Frescos' (94 từ Ai Cập; 16 từ Syria; 2 từ Iraq)
  - 14 Sukhoi Su-7 'Fitters' (tất cả từ Ai Cập)
  - 27 Hawker Hunters (21 từ Jordan; 5 từ Iraq; một từ Leban)
- Máy bay ném bom
  - 31 Tupolev Tu-16 'Badgers' (30 từ Ai Cập; một từ Iraq)
  - 31 Ilyushin Il-28 'Beagles' (27 từ Ai Cập; hai từ Syria; hai từ Iraq)
- Máy bay vận tải
  - 32 Ilyushin Il-14 'Crates' (30 từ Ai Cập; 2 từ Syria)
  - 8 Antonov An-12 'Cubs' (tất cả từ Ai Cập)
  - 4 chiếc khác (hai máy bay vận tải hạng trung C-27 của Syria; và hai C-27 từ Ai Cập)
- Trực thăng vận tải
  - 10 Mil Mi-6 'Hooks' (8 từ Ai Cập; 2 từ Syria)
  - 6 Mil Mi-4 'Hounds' (2 từ Ai Cập; 4 từ Syria)

### Số máy bay bị phá hủy theo quốc gia
- Ai Cập: 338 máy bay
- Syria: 61 máy bay
- Jordan: 29 máy bay
- Iraq: 23 máy bay
- Lebanon: 1 máy bay

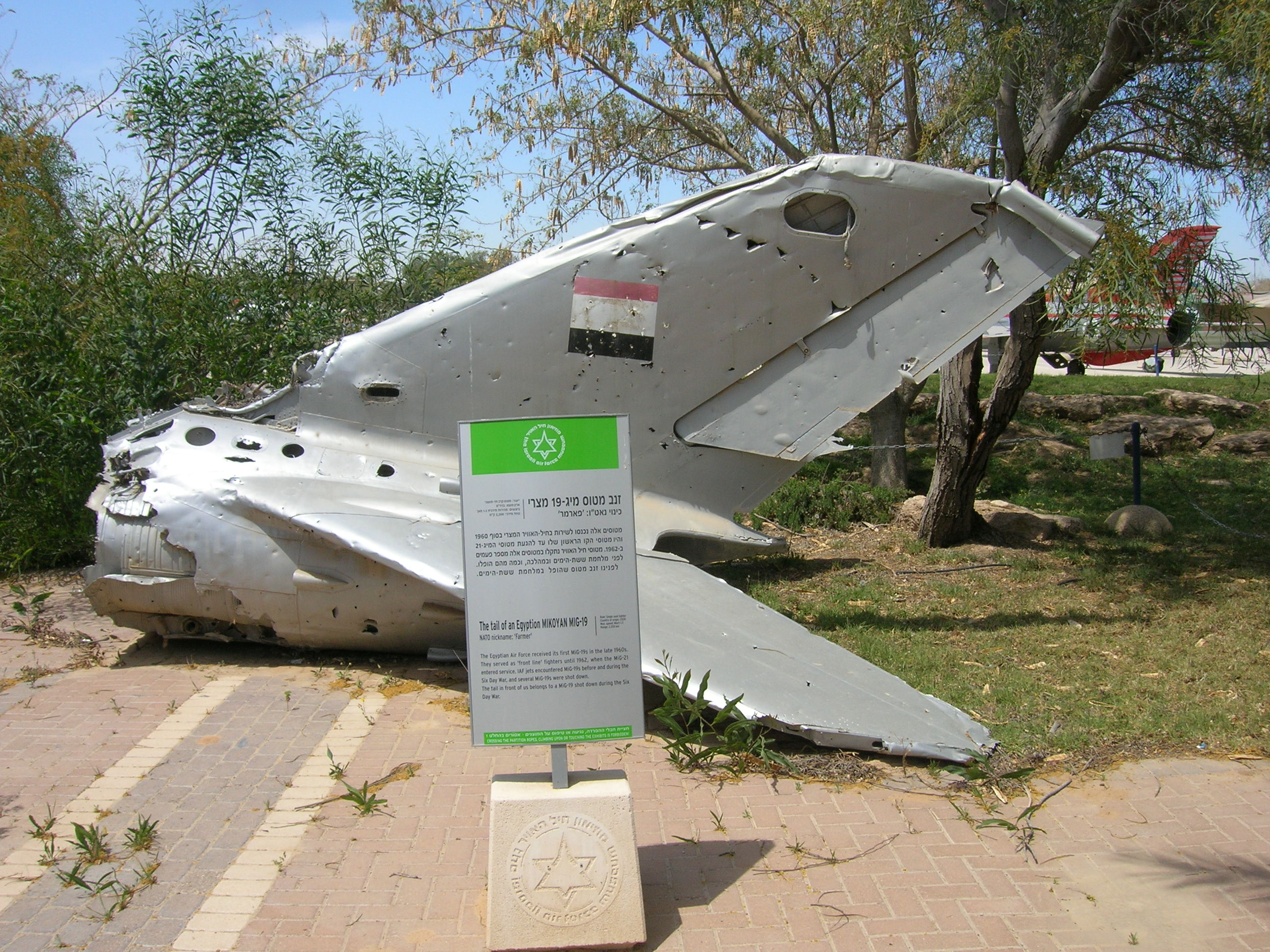
Tail of a downed Egyptian Mikoyan MiG-19

- Israel mất 19 máy bay trong chiến dịch.

### Tổng số theo đợt xuất kích
1. Đợt thứ nhất (7:45 am): 101 flights; 11 airfields were attacked by 183 IAF aircraft; 197 Egyptian aircraft and 8 radar stations were destroyed. Five IAF pilots were killed and five more fell captive.
2. Đợt thứ hai (9:30 am): 164 flights; 16 [cần dẫn nguồn] airfields were attacked; 107 Egyptian aircraft destroyed; 2 Syrian planes destroyed in dogfights
3. Đợt thứ ba (12:15 pm): 85 flights against Egypt, 48 against Jordan, 67 against Syria and one against H-3 air base in Iraq.
4. Các đợt khác (afternoon & evening): 2 more attacks against H-3; several additional attacks on Egyptian airfields.